# Can Panxa
Can Panxa és una masia de Montcada i Reixac (Vallès Occidental) inclosa a l'Inventari del Patrimoni Arquitectònic de Catalunya.

## Descripció
Conjunt arquitectònic format per l'edifici de l'habitacle, per un cos més petit i més baix adossat al lateral esquerra i dos d'aïllats davant la façana principal al costat dret. Tots aquests edificis auxiliars són baixos i amb coberta de teules àrabs d'una sola vessant.
L'edifici de la casa d'habitatge és de planta rectangular configurant la façana i, seguint i aprofitant la inclinació del terreny. Presenta una teulada a dues vessants de teules àrabs i amb carener horitzontal a la façana. Consta de planta baixa i pis. Les obertures són senzilles i de forma rectangular. Murs arrebossats i pintats de blanc.

## Història
El nom de Can Panxa prové del 1861 que fins aleshores es coneixia com a Can Roca. Es localitza a la Vallensana, lloc sovintejat per les masies de muntanya (de boscaters).